# Тетріс (фільм)
«Тетрис» (англ. Tetris) — біографічний трилер 2023 року, знятий режисером Джоном Бейрдом за сценарієм Ноа Пінка із Тароном Егертоном, Микитою Єфремовим, Софією Лєбєдєвою, Ентоні Бойлом, Тобі Джонсом та Роджером Алламом у головних ролях. Фільм засновано на реальних подіях навколо змагання за ліцензування та патентування відеогри «Тетріс» наприкінці 1980-х років під час Холодної війни.
Прем'єра відбулася на кінофестивалі SXSW 15 березня 2023 року, а 31 березня 2023 року фільм вийшов на «Apple TV+».

## Сюжет
Фільм заснований на реальних подіях та розповідає про відеогру Тетріс, розроблену в середині 1980-х років радянським програмістом Олексієм Пажитновим. Нідерландський дизайнер відеоігор Хенк Роджерс бореться за отримання прав на головоломку.

## У ролях
| Актор           | Роль             |
| --------------- | ---------------- |
| Тарон Еджертон  | Хенк Роджерс     |
| Микита Єфремов  | Олексій Пажитнов |
| Софія Лєбєдєва  | Саша             |
| Олег Штефанко   | Микола Бєліков   |
| Роджер Аллам    | Роберт Максвелл  |
| Ентоні Бойл     | Кевін Максвелл   |
| Того Ігава      | Ямауті Хіросі    |
| Тобі Джонс      | Роберт Стайн     |
| Рік Юн          | Ларрі            |
| Аяне Нагабуті   | Акемі Роджерс    |
| Меттью Марш     | Михайло Горбачов |
| Єва Андреєвайте | Ніна Пажитнова   |

## Створення
У липні 2020 року повідомлялося про те, що Терон Еджертон отримав роль творця комп'ютерних ігор Хенка Роджерса в біографічному фільмі Джона Бейрда про створення відеоігри «Тетріс». У своєму серпневому інтерв'ю Еджертон підтвердив це повідомлення, додавши, що фільм буде витриманий у тому тоні, в якому витримано фільм «Соціальна мережа» (2010). У листопаді сервіс Apple TV+ набув прав на показ фільму.
Зйомки фільму почалися в грудні 2020 року в Глазго і закінчилися в березні 2021 року.
У березні 2023 року фільм вийшов на стрімінговому сервісі Apple TV+.